# Clitourps
Clitourps település Franciaországban, Manche megyében. Lakosainak száma 228 fő (2022. január 1.). Clitourps Varouville, Brillevast, Canteloup, Saint-Pierre-Église, Théville, Tocqueville és Valcanville községekkel határos.

## Népesség
A település népességének változása:
| Lakosok száma | 175  | 145  | 140  | 179  | 204  | 199  | 208  | 226  | 226  | 228  |
|               | 1968 | 1982 | 1990 | 2006 | 2013 | 2015 | 2017 | 2019 | 2020 | 2022 |